# Tech trance
La tech trance è un sottogenere della musica EDM, la quale attinge dai generi musicali Techno e Trance.

## Evoluzione
Uno dei primi pionieri di questo genere musicale è stato Oliver Lieb alla metà degli anni novanta e tra i primi produttori troviamo anche Humate, Chris Cowie e Marmion. La tech trance ha poi preso una nuova svolta nei primi anni del 2000, quando, produttori come gli olandesi Marco V e Randy Katana sono divenuti i principali produttori di questo genere. Così facendo, diversi dj trance come Ferry Corsten, Tiësto e Armin van Buuren, hanno iniziato a inserire dei brani tech trance nei loro set. Dallo sviluppo della tech trance, i produttori dell'hard house hanno sviluppato e incorporato il loro stile in questo sottogenere.

## Stile
La tech trance incorpora elementi tradizionali della techno, con la sua natura ripetitiva in 4/4 con gli elementi melodici derivanti dalla trance e solitamente le canzoni tendono ad avere un tempo di 135-150 BPM. Nelle canzoni si tende a utilizzare un suono più semplice durante il brano e un suono distorto nelle melodie e le melodie comunemente contengono archi e pads che iniziano ad essere suonati quando si fermano i beat, in modo molto simile ai breakdown tipici della musica trance, dopo di che la melodia si ferma lasciando spazio alla batteria e un altro sintetizzatore, mentre nelle canzoni trance in genere continuano con la stessa melodia. I sintetizzatori sono brevi e ripetitivi e contengono meno cambi di note rispetto alla tipica musica trance e spesso usando la stessa nota viene suonata in una sequenza particolare (un esempio di questo è la canzone "Deep" di Sam Sharp). Le parti vocali sono molto rare e si compongono di brevi frasi o parole singole.

## Artisti principali
- Jordan suckley
- Sam Jones
- Indecent Noise
- Brayan Karneyk
- 2nd Phase
- HP Source
- Oliver Lieb
- Scot Project
- Sven Väth
- Humate
- Fraction Muzik
- Marmion
- Chris Cowie
- Incolumis
- John Johnson
- WJ Henze
- Ambassador
- Randy Katana
- I-tec